# Ciudad esponja

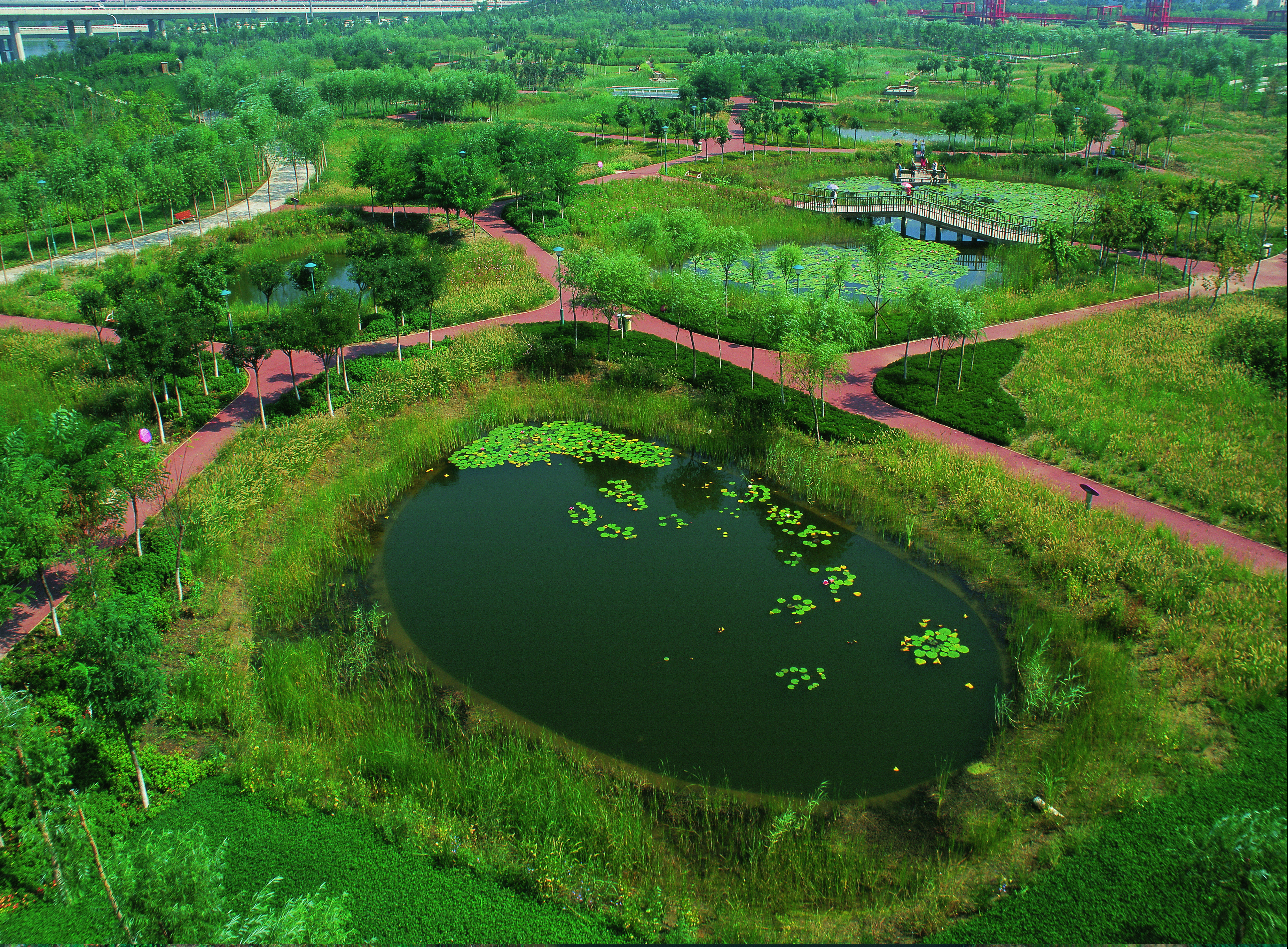
Parque Tianjin Qiaoyuan en la ciudad de Tianjin.

La ciudad esponja (en chino: 海绵城市) es un modelo de planificación urbana en China, propuesto por primera vez por Kongjian Yu, que propugna emplear infraestructura hidroecológica para prevenir inundaciones. Este modelo busca gestionar las aguas pluviales a través de diversa infraestructura verde en lugar de depender exclusivamente de los sistemas de drenaje basados en infraestructura gris. Las inundaciones urbanas, la escasez de agua y el efecto isla de calor se pueden aliviar con más parques urbanos, jardines, espacios verdes, humedales, franjas naturales y pavimento permeable, que mejorarán la biodiversidad ecológica para la vida silvestre urbana y reducirán las inundaciones repentinas al servir como reservorios para capturar, retener e infiltrar en el subsuelo el exceso de aguas pluviales. Este modelo de planificación urbana fue aceptado en 2014 por el Partido Comunista Chino (PCCh) y el Consejo de Estado como política nacional de construcción urbana.
El diseño de ciudades esponja es un conjunto de soluciones basadas en la naturaleza que utilizan elementos naturales para captar, almacenar y depurar el agua. El concepto se ha inspirado en la sabiduría antigua de adaptación a los desafíos climáticos, en particular en las regiones monzónicas del sureste de China. Según las autoridades chinas, «las ciudades esponja forman parte de un movimiento mundial que tiene varios nombres: 'infraestructura verde' en Europa, 'desarrollo de bajo impacto' (DBI) en Estados Unidos, 'diseño urbano sensible al agua' en Australia, 'infraestructura natural' en Perú, 'soluciones basadas en la naturaleza' en Canadá. Sin embargo, a menudo se confunden las ciudades esponja con estos conceptos, especialmente el DBI, pero tienen diferencias importantes. Las ciudades esponja utilizan conceptos ecológicos y técnicos, mientras que el DBI utiliza principalmente conceptos técnicos. El diseño de la ciudad esponja ayuda en la calidad del agua, la remediación de la contaminación y la construcción de hábitats, y va más allá de la mitigación de inundaciones y la regulación de las aguas pluviales. 
El diseño de la ciudad esponja no solo se circunscribe a la propia ciudad, sino también a la cuenca hidrográfica donde se ubica. Este diseño implica la interconexión de la infraestructura hidroecológica y la naturaleza en la ciudad en su cuenca. El modelo preserva y restaura los ecosistemas, permitiendo que los ecosistemas acuáticos convivan con los humanos. 
A diferencia de la gestión industrial, en la que el agua de lluvia se encauza con diques, canales y asfalto, y se expulsa del terreno donde ha caído lo más rápidamente posible, la ciudad esponja busca restaurar la tendencia natural del agua a permanecen en lugares como humedales o llanuras aluviales».

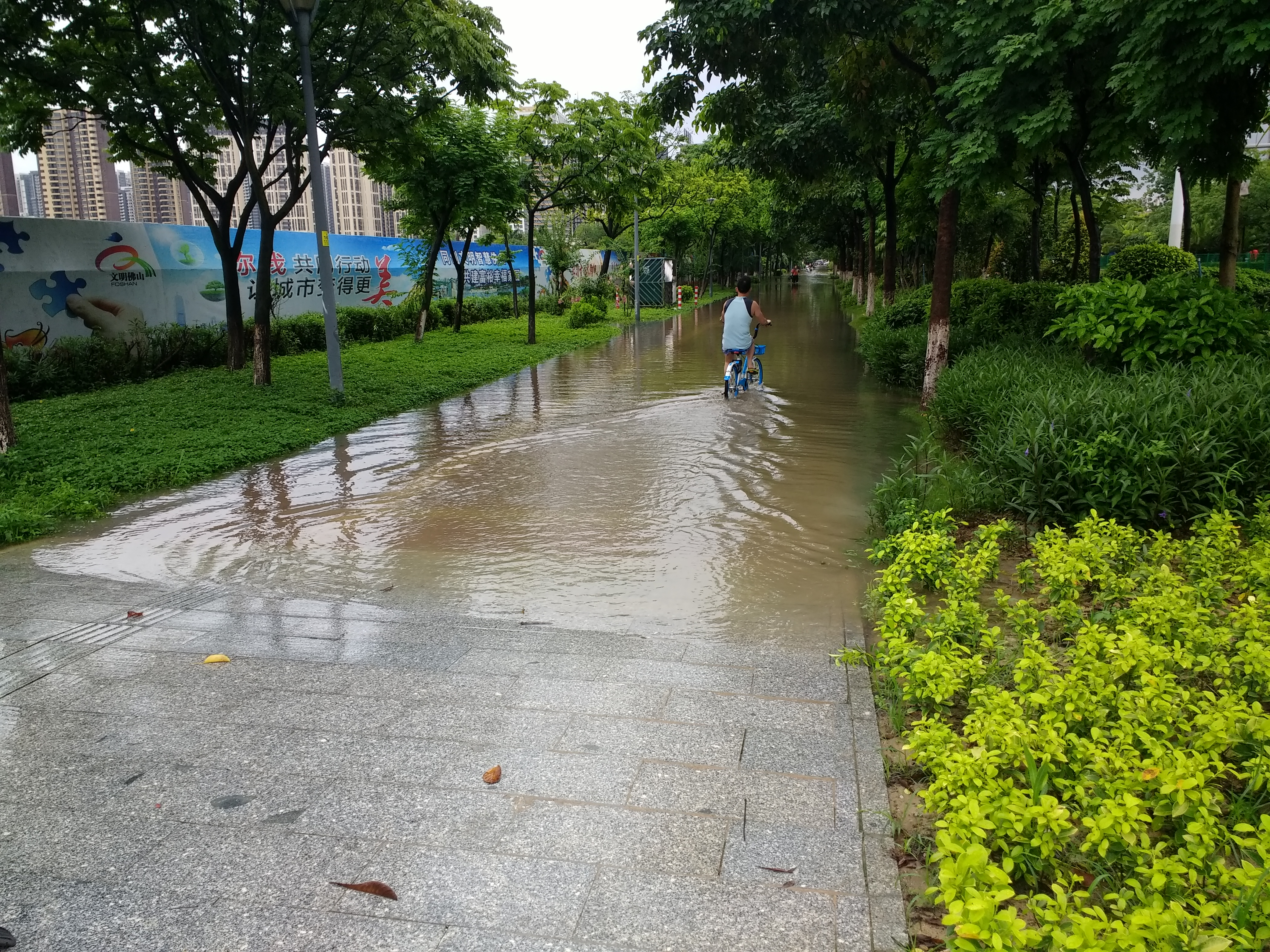
Personas en bicicleta sobre una acera inundada en Foshan

## Antecedentes
La urbanización fomenta la construcción de infraestructura gris (la clásica, caracterizada por usar cemento, y llamada así para diferenciarla de la infraestructura verde) en las ciudades. El uso excesivo de esta infraestructura gris puede provocar escasez de agua, inundaciones, contaminación y degradación general de los servicios del ecosistema del agua. La planificación arquitectónica urbana actual también crea una gran cantidad de edificios, limitando a la vez los espacios verdes de las ciudades, el drenaje y la capacidad de recolección de agua de lluvia. Las precipitaciones causan así numerosos problemas a las ciudades modernas.
Mientras tanto, las construcciones artificiales de alta intensidad, como edificios, carreteras y plazas públicas, impermeabilizan la capa superior del suelo, alterando las características hidrológicas. Debido a esto, el flujo superficial (escorrentía) aumenta del 10 al 60 %, mientras que la infiltración se reduce drásticamente, incluso a cero. Según una investigación que el Ministerio de Vivienda y Desarrollo Urbano-Rural realizó en 2010, el 62 % de 351 ciudades de toda China sufrieron inundaciones entre 2008 y 2010 (debe tenerse en cuenta que buena parte del país está sujeto a lluvia monzónica, muy intensa y continuada en verano y muy escasa en invierno); 137 ciudades se inundaron más de 3 veces durante ese período. 
Estas frecuentes inundaciones urbanas hacen que cada vez más personas reconozcan la importancia de los ecosistemas acuáticos y de la infraestructura ecológica urbana. El simple concepto de descarga rápida (en algún río cercano, o en el mar), un modelo tradicional de gestión de aguas grises, ya no es suficiente para abordar el problema de la combinación de agua de lluvia con rápida urbanización. Para hacerle frente, China está otorgando cada vez más importancia a la gestión de inundaciones urbanas y a los servicios del ecosistema hídrico y está promoviendo vigorosamente la idea de la ciudad esponja, que se considera un método de adaptación al cambio climático.

## Historia de la ciudad esponja
La República Popular China adoptó la iniciativa Ciudad Esponja, motivada en gran medida porː 
- el fracaso de la infraestructura gris convencional para controlar las inundaciones y gestionar las aguas pluviales; y
- los esfuerzos persistentes de los urbanistas ecológicos chinos a través de cartas y propuestas enviadas a las autoridades de alto nivel desde principios de 2000.[13][14][15][16]

Aunque el concepto se había publicado y practicado desde principios de 2000, fue la inundación de Pekín del 21 de julio de 2012, que causó 79 muertes, lo que impulsó a las principales autoridades chinas a aceptar el concepto de ciudad esponja y convertirlo en una política nacional.
En 2015, China inició una iniciativa piloto en 16 distritos. En los años siguientes, se seleccionaron distritos y ciudades piloto adicionales para continuar poniendo en práctica el diseño de ciudades esponja. Para el año 2017 se seleccionaron 4 lotes, compuestos por un total de 87 ciudades. El cronograma para los proyectos piloto de ciudades esponja fue el siguiente:
- 2015-2018 : implementar el diseño de ciudades esponja con proyectos piloto urbanos de pequeña escala
- 2018-2020 : Publicar los estándares, la gestión y el seguimiento de la iniciativa Ciudad Esponja
  - Reciclar el 70 % de las precipitaciones
- 2020-2030 : Integración completa de las ciudades esponja

El país prevé que el 80 % de sus ciudades recojan su agua de lluvia y se reutilice el 70 % de los litros caídos. Construir ciudades esponja no requiere necesariamente grandes inversiones, pero este hecho ha sido ampliamente malinterpretado debido a medios de comunicación engañosos y a que el término "ciudad esponja" ha sido a menudo incorrectamente utilizado por gobiernos locales, contratistas y planificadores urbanos no profesionales como una marca de moda y un eslogan que en realidad no tiene nada que ver con esta solución basada en la naturaleza.
Los principales obstáculos para conseguir una ciudad esponja son la mentalidad tradicional de la ingeniería de infraestructura gris, la jardinería ornamental y la planificación urbana convencional, así como la normativa que se ha establecido para defender estas prácticas urbanísticas obsoletas. La financiación de las ciudades esponja también ha constituido un reto.
Después de alcanzar el éxito en China, el modelo de ciudad esponja ha atraído a zonas climáticas con gran riesgo de inundaciones como Daca o Kenia, así como a grandes ciudades como Berlín o Los Ángeles.

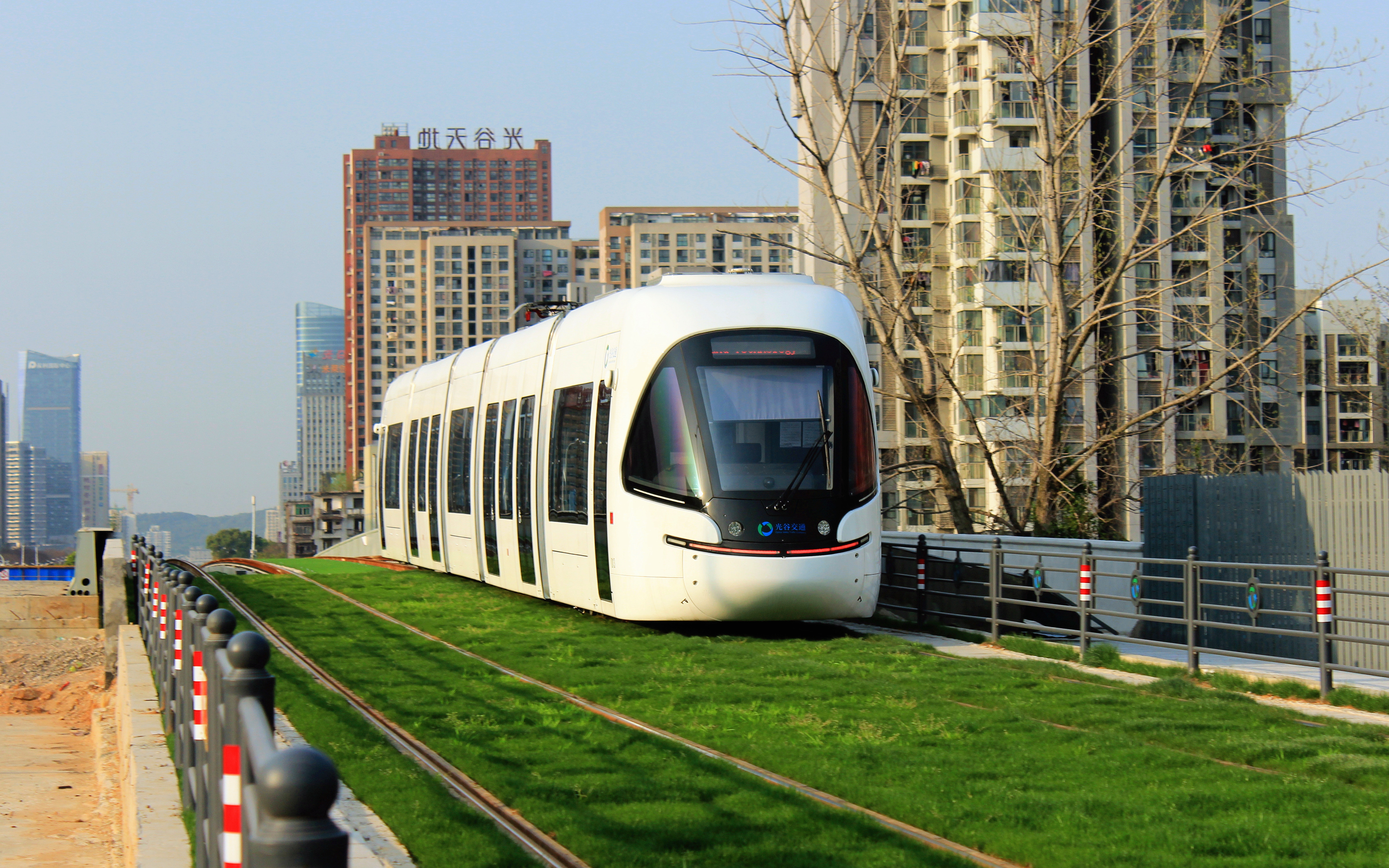
El tranvía moderno Wuhan Optics Valley se construyó utilizando carriles verdes (no confundir con vía verde), lo que reduce la escorrentía superficial y brinda otros beneficios ambientales.

## Principios de diseño
La filosofía de una ciudad esponja es retener el agua de lluvia caída, distribuirla lentamente, limpiar el agua de forma natural (la lluvia es limpia, pero al caer al suelo se ensucia con polvo, aceite y residuos, por lo que debe limpiarse antes de devolverla a la naturaleza) y, cuando en las zonas sumidero se acumula agua, adaptarse a esta acumulación (es decir, diseñarlas para que, tanto si hay poca agua como mucha, no ocasione problemas). 
Esto contrasta marcadamente con la solución convencional de infraestructura gris, que consiste en recoger rápidamente mediante el alcantarillado el agua que cae en la ciudad, centralizarla y acumularla en tanques de tormentas y, en el caso de que el agua se vierta a ríos cuyo caudal creciente represente un peligro, defenderse mediante muros de contención (diques) y represas más altos y resistentes.
La teoría de la ciudad esponja subraya los principios básicos de "basado en la naturaleza", "control de la fuente" (la fuente del agua de lluvia son las nubes, claro, pero en esta teoría se considera que es el suelo donde cae), "adaptación local", protección de la naturaleza, aprender de la naturaleza, preservación del espacio ecológico urbano tanto como sea posible, restauración de la biodiversidad y creación de un hermoso entorno paisajístico. 
Todo esto se puede lograr mediante la absorción natural del agua de lluvia, la infiltración natural en el terreno y la purificación natural. Estos principios provienen de una sabiduría y estrategias de larga data practicadas en toda China durante miles de años, cuando era necesario trabajar con el agua y evitarla en lugar de combatirla con infraestructura gris. Técnicas parecidas se han usado en otras latitudes también desde hace mucho tiempo (siembra y cosecha de agua). 
Los efectos del paisaje natural (como la topografía y los accidentes geográficos) en la infiltración de agua, el efecto de purificación de la vegetación y los humedales sobre la calidad del agua, y la combinación de medios naturales y artificiales permiten que la ciudad absorba primero el agua de lluvia y luego la libere depurada. Los espacios verdes urbanos y los cuerpos de agua en la ciudad (humedales construidos, jardines de lluvia, techos verdes, espacios verdes recuperador, zanjas de césped y parques ecológicos) son los "cuerpos esponja" centrales.
El desarrollo de estos sistemas tiene 3 facetas principales: la protección del ecosistema urbano original, la gestión restaurativa y el desarrollo de bajo impacto.
- La protección se centra en las áreas ecológicamente sensibles originales de la ciudad, como ríos, lagos y cunetas. Se utilizan vegetación natural, suelo y microorganismos para tratar gradualmente el medio acuático y restaurar el ecosistema urbano dañado.
- La gestión restaurativa o restauración ecológica incluye la identificación de pequeñas zonas ecológicas, la construcción de corredores ecológicos, el fortalecimiento de las conexiones entre estas pequeñas zonas, la formación de una red y la delimitación de las líneas azules y verdes (conexiones de agua y de vegetación) para restaurar el entorno ecológico acuático.
- El desarrollo de bajo impacto consiste en normas de diseño y construcción para las vías urbanas, los espacios verdes, los sistemas hídricos urbanos, las zonas residenciales y los edificios específicos para proteger las áreas ecológicas, mantener su capacidad de almacenamiento de agua, fortalecer el control de las fuentes y formar esponjas ecológicas de diferentes escalas.[34]

Estos principios de diseño se pueden aplicar en 3 niveles diferentes:
- Macroescala: nivel regional o de cuenca hidrográfica para planes maestros regionales
- Mesoescala: planificación a nivel de ciudad, municipio y pueblo
- Microescala: “unidades de esponja” individuales, como parques y vecindarios.

Las políticas de ciudad esponja se han implementado con mayor frecuencia en construcciones nuevas que en desarrollos remodelados en las últimas décadas de rápida urbanización. La zona residencial Yangfang de Xiamen y el Parque Langang de Shanghai son nuevos desarrollos que indican esta tendencia. El parque Shougang, donde anteriormente se encontraba una fábrica de acero que fue remodelada para incluir una sede de los Juegos Olímpicos de Invierno de 2022, Big Air Shougang, incorpora conceptos de diseño de ciudad esponja.

## Aplicaciones políticas
En su discurso en la Conferencia de Trabajo de Urbanización el 12 de diciembre de 2013, el secretario general del PCCh, Xi Jinping, dijo: «Al modernizar el sistema de drenaje urbano, se debe dar prioridad a la retención del agua de lluvia y al poder de la naturaleza para drenar el agua. Construid una ciudad esponja con retención natural, infiltración natural y purificación natural». Con este fin, en octubre de 2014, el Ministerio de Vivienda y Desarrollo Urbano-Rural publicó las Directrices técnicas para la construcción de ciudades esponja, subrayando la importancia del diseño de alto nivel de la gestión del agua de lluvia en las ciudades, así como la planificación para guiar la construcción urbana priorizando la ecología.
En agosto de 2015, el "Método de evaluación del desempeño de la construcción de ciudades esponja" aclaró los requisitos para el uso de dinero del Estado y proporcionó directrices para la eficacia de la construcción de ciudades piloto. De acuerdo con estas directrices y las normativa relacionada, el Instituto de Diseño e Investigación de Normas de Construcción de China ha establecido inicialmente un sistema estándar para la construcción de ciudades esponja, que incluye edificios y comunidades esponja de nueva construcción, ampliados y reconstruidos, carreteras y plazas, parques, espacios verdes y sistemas de agua urbanos.
La directriz de la Oficina General del Consejo de Estado para promover la construcción de ciudades esponja (Guobanfa [2015] nº 75) indicó que la construcción de ciudades esponja se produce reforzando la gestión de la planificación y construcción urbana, y aprovechando plenamente el impacto de los edificios, carreteras, espacios verdes y sistemas hídricos. Según esta directriz, las ciudades de China recopilarán y utilizarán el 70 % del agua de lluvia. Un 20 % de áreas urbanas alcanzarán esta meta para 2020. Para 2030 la habrán conseguido el 80 %.
En 2015 y 2016 se organizaron proyectos piloto de ciudades esponja con el apoyo de políticas nacionales. Dieciséis ciudades, incluidas Zhenjiang, Jiaxing y Xiamen, fueron seleccionadas como el primer grupo de ciudades piloto para llevar a cabo la construcción de ciudades esponja de manera ordenada. Otras 14, incluidas Shenzhen, Shanghái, Tianjin y Pekín, se incluyeron en el segundo grupo. Además, el Ministerio Central de Finanzas introdujo un modelo de asociación público-privada (APP) para aumentar el apoyo a la política financiera.
Sin embargo, esta configuración puede amenazar la capacidad de los gobiernos locales para financiar estos programas, que se estima requerirán 230 000 millones de dólares hasta 2030 para alcanzar sus objetivos. El Estado central solo planea subsidiar una quinta parte de los costes de puesta en práctica de las políticas de ciudades esponja, y las inundaciones en más de la mitad de las villas piloto –como Ningbo– desde que comenzó el programa podrían preocupar a los inversores privados.
El gobierno central de China ha establecido que para 2030, el 80 % del espacio urbano del país debe incluir adaptaciones de ciudad esponja y debe reciclar al menos el 70 % de las precipitaciones.

## Proyectos piloto
En 2015 fueron elegidas para la primera tanda de proyectos piloto las 16 ciudades siguientes:
- Baicheng[45]
- Qian'an[46]
- Jinan[47]
- Hebi
- Nueva Área de Xixian[48]
- Zhenjiang[49]
- Jiaxing
- Chizhou
- Wuhan[50][51]
- Changde[52]
- Chongqing[53]
- Suining
- Nueva Área de Gui'an[54]
- Nanning[55]
- Pingxiang[56]
- Xiamen[57]

En 2016 se seleccionaron otras 15, de las que a continuación se enumeran 13:
- Pekín[58]
- Tianjin
- Dalian[59]
- Qingyang
- Guyuan[60]
- Xining
- Shanghái[61]
- Ningbo[62]
- Fuzhou
- Shenzhen[63][64]
- Zhuhai[65]
- Yuxi
- Sanya[66]

## Eficacia y seguimiento de las ciudades esponja
Se ha demostrado que las ciudades esponja logran lo siguiente:
- recarga de agua subterránea[67]
- adaptarse al desastre/cambio[67]
- restauración ambiental[67]
- menor dependencia de las tuberías municipales[67]
- mejorar la ecología de la ciudad[67]
- purificación del agua mediante plantas vivas[67]
- prevención del desbordamiento del alcantarillado[67]
- reducir la escorrentía de aguas pluviales[68]
- mitigación de inundaciones
- proporcionar servicios del ecosistema

- Interconexión/comunicación entre ciudades[67]

Los estudios han demostrado que las ciudades esponja son muy eficaces para reducir la escorrentía de aguas pluviales y mejorar la calidad del agua que, después de caer en la ciudad, se devuelve a la naturaleza. La eficacia de las ciudades esponja se ha evaluado mediante modelos o mediante observación, ya que los datos de seguimiento no están ampliamente disponibles. Ha sido difícil obtener datos de seguimiento debido a la falta de datos de seguimiento y normas de evaluación publicadas por el gobierno.
En la actualidad, los impactos de la mitigación de inundaciones suelen ser en barrios, no en toda la ciudad, porque la planificación y los proyectos se realizan a escala de barrios. Desde que las 30 ciudades fueron elegidas como piloto, 19 han sufrido inundaciones. Sin embargo, los barrios o áreas específicas dentro de esas 30 ciudades que fueron modernizados con el concepto de ciudad esponja en mente han experimentado pocas o ninguna inundación tras grandes tormentas.

## Ejemplos clave de implementación del concepto de ciudad esponja

### Parque forestal Benjakitti
El Parque Forestal Benjakitti está situado en el centro de Bangkok, la capital de Tailandia. El terreno anteriormente era baldío debido a la construcción de una fábrica de tabaco. La zona sufrió hundimientos e inundaciones debido a la urbanización. Los 52,7 hectómetros cuadrados de terreno fueron desarrollados por Turenscape como espacio verde público en 2023, con 187 500 metros cúbicos de capacidad de almacenamiento de aguas pluviales. Esta capacidad está preparada para la máxima precipitación en 10 años (los sistemas contra inundaciones se calculan según la caída máxima en los últimos 10, 50 o 100 años). En el verano de 2023 gran parte de Bangkok se inundó, pero el parque y sus alrededores no. Además de la gestión del agua de lluvia, el parque incluye: humedales de esponjas, un sistema de paseos recreativos, un anfiteatro diseñado para ser seguro en caso de inundaciones, almacenes para deportes y museos, y entornos ecológicos para la flora y la fauna. El proyecto fue creado con un presupuesto bajo (20 dólares norteamericanos por metro cuadrado) y un bajo mantenimiento en mente. Como el parque retiene agua, la frondosa vegetación no necesita riego durante la estación seca del monzón.

### Río Luotian
El río Luotian, con una longitud de unos 8 kilómetros, ha adoptado un método de control ecológico para regular las aguas pluviales. Como parte del Proyecto de regulación integral del agua de Luotian, se amplió el cauce del río para restaurar las áreas ribereñas y se ampliaron los embalses existentes para convertirlos en lagos de almacenamiento de agua de lluvia. También se aprovechó el agua de lluvia como abastecimiento en lugar de derivarla hacia el río. Los datos revelaron que el diseño de la ciudad esponja permitió aumentar la calidad del agua y disminuir las inundaciones.

### Nuevo distrito de Gui-an
Una de las ciudades piloto, el Nuevo Distrito de Gui-an, se estableció en 2014. Se invirtieron mil millones de dólares en su diseño como ciudad esponja, con énfasis en pavimentos permeables, así como en 70 estaciones de seguimiento. Sin embargo, en 2022, gran parte del diseño de la ciudad esponja no estaba todavía implementado, incluidas las estaciones de monitoreo. Se había colocado hormigón permeable, pero a menudo no se le había realizado mantenimiento (para mantener su permeabilidad es necesario limpiarlo periódicamente). El modelo reveló que el riesgo de inundaciones es menor, pero no se ha reducido a cero. Una ciudad esponja evitará inundarse solo si la cantidad de lluvia es menor que la de diseño. Por ejemplo, si está diseñada para no inundarse aunque caigan 600 litros por metro cuadrado en un día, y caen 800, se inundará.

### Ciudad de Sanya, isla de Hainan
La ciudad costera de Sanya formó parte del segundo grupo de ciudades piloto. Ha sufrido inundaciones y degradación del hábitat (las ciudades costeras son más propensas a inundarse, porque con marea alta es más fácil que el río crecido se desborde). Se estableció un parque de manglares y un parque de humedales para mitigar estos impactos y restaurar el entorno ecológico.

#### Parque de manglares de Sanya
Una zona de 10 hectáreas en la orilla del río Linchun fue restaurada y transformada en un manglar para mejorar la resiliencia ante las inundaciones. Antes se habían construido allí muros de hormigón contra las avenidas, degradando así el hábitat natural del manglar. La zona se convirtió en un parque de manglares mediante la restauración de hábitats ribereños. Se utilizó un diseño del terreno similar a dedos entrelazados (ecotonos) para reducir la fuerza de las mareas oceánicas y las marejadas ciclónicas. También se construyeron terrazas desde las calles de la ciudad hasta la elevación del río con drenaje sostenible para captar y filtrar la escorrentía. Pasados 3 años desde de la construcción, la restauración ecológica y la mitigación de inundaciones han tenido éxito. El manglar aún se encuentra saludable y en crecimiento como resultado de la mitigación de inundaciones y las mejoras en la calidad del agua, atrayendo biodiversidad y ecoturismo.

#### Parque de humedales de Dong'an
Ubicado en el centro de Sanya, el parque de 68 hectáreas estaba anteriormente contaminado por vertidos ilegales y cubierto de especies invasoras. Se establecieron sistemas de estanques y diques para captar agua y filtrar la escorrentía. También se propició un humedal boscoso en el centro del parque, con áreas recreativas en los bordes. El humedal está diseñado para almacenar 830.000 metros cúbicos de aguas pluviales, lo que reducirá el riesgo de inundaciones. Las comunidades circundantes han experimentado menos inundaciones urbanas y escorrentías contaminadas. El parque ha atraído biodiversidad y recreación al área.